# Stephan Kuttner
Pour les articles homonymes, voir Kuttner.
Stephan Kuttner (né le 24 mars 1907 à Bonn, mort 12 août 1996 à Berkeley) était un historien du droit canonique médiéval.
Né dans une famille d'origine juive mais de confession luthérienne, il se convertit au catholicisme en 1932.
À la suite de l'arrivée d'Hitler au pouvoir en 1933, il s'enfuit en Italie. Il mène alors des recherches à la Bibliothèque apostolique du Vatican et à l'Université pontificale du Latran. En 1940, il s'installe aux États-Unis, où il enseigne d'abord à l'Université Catholique de Washington D. C., puis à Yale, enfin à l'université de Berkeley. 
Grand découvreur de manuscrits, auteur d'un fondamental Repertorium des œuvres des canonistes entre Gratien (décret de Gratien) et les Décrétales de 1234, il est considéré comme l'un des pères fondateurs de l'histoire du droit canonique. 

## Ouvrages
- Die juristische Natur der falschen Beweisaussage. Ein Beitrag zur Geschichte und der Systematik Eidesdelikte, zugleich Beschränkung einer zur Frage auf der Strafbarkeit erhebliche Falsche Aussagen. Berlin 1931.
- Kanonistische Schuldlehre von Gratian bis auf die Dekretalen Gregors IX. : Systematisch auf Grund der Quellen handschriftlichen dargestellt. Cité du Vatican, 1935.
- Repertorium der Kanonistik (1140-1234). Prodromus corporis glossarum. Cité du Vatican, 1937.
- A Catalogue of Canon and Roman Law Manuscripts in the Vatican Library. Cité du Vatican, 1986-,  (ISBN 88-210-0540-2)
- Gratian and the Schools of Law, 1140–1234. Londres 1983,  (ISBN 0-86078-133-X)
- Harmony from Dissonance, an Interpretation of Medieval Canon Law. Wimmer Lecture 10. St. Vincent's, Latrobe, Pa; 1960. (pas d'ISBN)
- Pope Urban II: The Collectio Britannica, and the Council of Melfi (1089). Robert Somerville, avec la collaboration de Stephan Kuttner. Oxford 1996,  (ISBN 0-19-820569-4)
- Studies in the History of Medieval Canon Law. Aldershot 1990,  (ISBN 0-86078-274-3)